# Perles-et-Castelet
Perles-et-Castelet település Franciaországban, Ariège megyében. Lakosainak száma 219 fő (2022. január 1.). Perles-et-Castelet Luzenac, Savignac-les-Ormeaux, Tignac és Unac községekkel határos.

## Népesség
A település népességének változása:
| Lakosok száma | 157  | 119  | 157  | 177  | 212  | 221  | 223  | 224  | 226  | 219  |
|               | 1968 | 1982 | 1990 | 2006 | 2013 | 2015 | 2017 | 2019 | 2020 | 2022 |